# Robert Harold Nimmo
Robert Harold Nimmo, avstralski general, * 22. november 1893, † 4. januar 1966.